# Tourtrès
Tourtrès é uma comuna francesa na região administrativa da Nova Aquitânia, no departamento de Lot-et-Garonne. Estende-se por uma área de 11,71 km². Em 2010 a comuna tinha 138 habitantes (densidade: 11,8 hab./km²).